# ISO 3166-2:HU
Kódy ISO 3166-2 pro Maďarsko identifikují 19 žup, 23 měst s župním právem a hlavní město (stav v roce 2021). První část (HU) je mezinárodní kód pro Maďarsko, druhá část sestává z dvou písmen identifikujících župu nebo město.

## Kódy
| Kód   | Jednotka               | Druh                  |
| ----- | ---------------------- | --------------------- |
| HU-BA | Baranya                | župa                  |
| HU-BC | Békéscsaba             | město s župním právem |
| HU-BE | Békés                  | župa                  |
| HU-BK | Bács-Kiskun            | župa                  |
| HU-BU | Budapešť               | hlavní město          |
| HU-BZ | Borsod-Abaúj-Zemplén   | župa                  |
| HU-CS | Csongrád-Csanád        | župa                  |
| HU-DE | Debrecín               | město s župním právem |
| HU-DU | Dunaújváros            | město s župním právem |
| HU-EG | Eger                   | město s župním právem |
| HU-ER | Érd                    | město s župním právem |
| HU-FE | Fejér                  | župa                  |
| HU-GS | Győr-Moson-Sopron      | župa                  |
| HU-GY | Győr                   | město s župním právem |
| HU-HB | Hajdú-Bihar            | župa                  |
| HU-HE | Heves                  | župa                  |
| HU-HV | Hódmezővásárhely       | město s župním právem |
| HU-JN | Jász-Nagykun-Szolnok   | župa                  |
| HU-KE | Komárom-Esztergom      | župa                  |
| HU-KM | Kecskemét              | město s župním právem |
| HU-KV | Kaposvár               | město s župním právem |
| HU-MI | Miskolc                | město s župním právem |
| HU-NK | Nagykanizsa            | město s župním právem |
| HU-NO | Nógrád                 | župa                  |
| HU-NY | Nyíregyháza            | město s župním právem |
| HU-PE | Pest                   | župa                  |
| HU-PS | Pécs                   | město s župním právem |
| HU-SD | Szeged                 | město s župním právem |
| HU-SF | Székesfehérvár         | město s župním právem |
| HU-SH | Szombathely            | město s župním právem |
| HU-SK | Szolnok                | město s župním právem |
| HU-SN | Sopron                 | město s župním právem |
| HU-SO | Somogy                 | župa                  |
| HU-SS | Szekszárd              | město s župním právem |
| HU-ST | Salgótarján            | město s župním právem |
| HU-SZ | Szabolcs-Szatmár-Bereg | župa                  |
| HU-TB | Tatabánya              | město s župním právem |
| HU-TO | Tolna                  | župa                  |
| HU-VA | Vas                    | župa                  |
| HU-VE | Veszprém               | župa                  |
| HU-VM | Veszprém               | město s župním právem |
| HU-ZA | Zala                   | župa                  |
| HU-ZE | Zalaegerszeg           | město s župním právem |